# Деменец (озеро)
Де́менец (бел. Дзе́менец) — озеро в Ушачском районе Витебской области Белоруссии. Относится к бассейну реки Ушача.

## Описание
Озеро Деменец располагается в 7 км к северу от городского посёлка Ушачи и в 1 км к востоку от деревни Заозерье, на другом берегу Ушачи.
Площадь поверхности озера составляет 0,13 км², длина — 0,6 км, наибольшая ширина — 0,31 км. Длина береговой линии — 1,54 км. Наибольшая глубина — 2,4 м, средняя — 1,2 м. Объём воды в оезре — 0,16 млн м³.
Котловина остаточного типа, вытянутая с юго-запада на северо-восток. Склоны преимущественно высотой до 1 м, пологие, покрытые лесом. С запада к озеру примыкают камовые взгорки высотой до 13 м. Береговая линия слабоизвилистая. Вокруг озера присутствует заболоченная пойма шириной 25—50 м, заросшая кустарником. Берега низкие, песчаные, преимущественно заболоченные, поросшие деревьями и кустарником.
Мелководье обширное, песчаное. На глубине дно сапропелистое. Водоём существенно зарастает.
На юго-западе вытекает ручей, впадающий в Ушачу напротив озера Матырино. На юго-востоке впадает ручей.